# سارینا لواسی
سارینا لواسانی
(زاهٔ ۲۷ آبان ۱۳۷۲) ورزشکار اهل تهران و عضو تیم ملی اسکیت هنری زنان ایر ، مربیگری حرفه ای در رشته ی اسکیت نمایشی در مقاطع مختلف ، بازیگری و اجرای تئاتر  ان است.

## جوایز
کسب مقام دوم آسیایی همراه با تیم ملی اسکیت هنری در شانزدهمین دورهٔ مسابقات آسیایی ۲۰۱۴